# Eugène Bourgeois
Pour les articles homonymes, voir Bourgeois.
Ne doit pas être confondu avec Eugène Victor Bourgeois.
Claude-Eugène-Hippolyte Bourgeois, né le 12 mars 1818 à Morlaix et mort le 28 août 1847 à Taulé, est un écrivain et dramaturge français.
Il est connu pour avoir écrit avec son parent Émile Souvestre la pièce Le Pasteur ou l'Évangile et le Foyer qui servira de livret à Piave pour l'opéra de Giuseppe Verdi Stiffelio.

## Eugène Bourgeois et Émile Souvestre
Sa famille est alliée à diverses familles du monde du négoce de Bretagne nord mais également plus lointaines.
Eugène Bourgeois est le fils d’Athanase Bourgeois qui a épousé Marie Françoise Agathe Riou, fille de Pierre Marie Riou et de Marie Jeanne Le Goff, fille d’orfèvre.
Athanase Bourgeois, le père d’Eugène, n’est pas originaire de l'actuel département de la Savoie. Il est né à Villard à côté de Moûtiers, ville frontière de l’Italie où son père Joseph est négociant et propriétaire. Il est âgé de 39 ans lors de son mariage avec Agathe Riou et sont venus assister aux épousailles deux de ses frères, Louis, négociant à Lyon et Joseph, négociant à Villard.
Eugène a au moins deux frères : Athanase né le 17 février 1809 à Paris est élève du lycée de Rennes  avec le groupe de jeunes gens de Morlaix dont ses cousins, Aristide et Prosper Andrieux, Alexandre Dubraye, ceci à l’époque où Émile poursuit ses études de Droit dans cette ville. Mariage d’Athanase Bourgeois avec Hippolyte Adeline Gerdret le 5 novembre 1838 ; et Victor-Amédée, né, selon Kerviler à Morlaix le 22 octobre 1815 et connu sous le nom de Bourgeois-Gavardin. Amédée Bourgeois est licencié en droit à Rennes en 1827.
En 1834, Athanase Bourgeois fils aîné et Victor Amédée Bourgeois signent tous deux le registre d’état civil lors du mariage d’Aristide Andrieux, papetier, avec une des quatre nièces de Souvestre, Angélina Pinchon, à Taulé. (A.M Taulé). Amédée apparaît également régulièrement dans les revues aux côtés de l’écrivain Emile Souvestre. Qualifié de « poète sentimental », il collabore tout comme E.Souvestre, Nanine Souvestre, Evariste Boulay-Paty, Marcelline Desbordes-Valmore, Marcel Guyeisse, de la Mennais, Edouard Corbière, à La Revue de Bretagne de Marteville et Lefas qui paraît en 1833. Il participe aussi à La Revue Bretonne du brestois Alexandre Bouet aux côtés de Joseph Danguy des Déserts (qui publie sous le pseudonyme de Lennoch), Grivel, Daniel Miorcec de Kerdanet, Prosper Levot et E.Souvestre. Victor Amédée Bourgeois publie en 1849 Carnet de Voyage aux Alpes de Savoie. Alphonse de Lamartine, dont le morlaisien Charles Alexandre fut le secrétaire, en fait l’éloge et écrit : « Ce sont deux fragments empruntés à un livre charmant et élevé, aux Lettres de voyage de M.Amédée Bourgeois, jeune écrivain distingué, né, comme Laurence, Sur les bords orageux de la mer de Bretagne.Jocelyn a le vol de l’aigle : il plane sur les hauts lieux. M.Amédée Bourgeois reste à terre : musa pedestris. Il donne le détail de ce paysage d’ensemble. » En 1851, Guillaume LeJean dans un courrier qu’il adresse à Charles Alexandre mentionne que « Bourgeois est parti pour Tréguier ».
Eugène Bourgeois meurt le 28 août 1847 à Penzé-en-Taulé où il était notaire du canton. Il laisse deux orphelins, Eugène Alcide et Marguerite Agathe. Il n’aura donc pu profiter du succès de ses œuvres et la notoriété d’Émile Souvestre l’a totalement éclipsé.

## Publications

### Collaboration avec Souvestre
- Charlotte, drame en 3 actes précédé de La Fin d’un roman, prologue, Lévy, 19846. Joué au théâtre du Vaudeville en juillet 1846. In Le Répertoire de biographies bretonnes de Prosper Levot, 1857 ; in Histoire de l’art dramatique en France depuis 25 ans de Théophile Gautier, Paris, Hetzel, 1859.
- Le Pasteur ou l’évangile et le foyer, drame en 5 actes et 6 parties, Lévy frères, 1849. Il est joué pour la première fois en 1849 suivant les actes du colloque de Morlaix, au théâtre de la porte St Martin avec l’acteur républicain Bocage. Le thème est directement tiré du protestantisme. Eugène Bourgeois est donc décédé depuis deux ans lorsque cette pièce, fruit de sa collaboration avec Souvestre, connaît le succès mais ceci n’empêcha cependant pas quelques semaines plus tard la faillite du théâtre. Le thème de la pièce Le Pasteur s'appuie sur la question du protestantisme et différentes hypothèses sont avancées pour expliquer ce choix. La question de la fréquentation des protestants par Émile Souvestre est en fait bien antérieure à son voyage en Suisse et à sa rencontre avec Vinet. De par la proximité des mines de Poullaouen et les ingénieurs et techniciens d’origine étrangère, allemands notamment, il a eu tout loisir d’avoir des ouvertures vers le protestantisme mais également la littérature allemande. À Landerneau aussi existe une importante « colonie allemande ». Le monde du négoce est aussi une autre ouverture possible et conjointe vers le protestantisme. En effet nombreux sont les négociants d’origine étrangère et protestants qui croisent la route des morlaisiens. C’est ainsi que la famille de Frédéric de Coninck, riche négociant  d’origine danoise est en filigrane dans la vie de l’écrivain. A.L. Charles de Coninck (1814-1872) soutiendra les productions théâtrales de Souvestre qui seront jouées très tôt au Danemark. Dès 1840, quatre ans donc après l’arrivée de Souvestre à Paris, ses pièces sont à l’affiche du Kongelige Theater.
- Le Lion et le Moucheron, drame en 5 actes, Giraud et Dagnaud, 1850 (3 ans après la mort de Bourgeois). Ce thème du lion et du moucheron, Émile Souvestre le reprend dans plusieurs de ses œuvres. C’est ainsi qu’il apparaît dans Scènes de la vie intime, dans la nouvelle intitulée Savenières, dans  Les Derniers Bretons, t. 2, dans Scènes de la chouannerie où il parle de « la guerre des moucherons contre le lion républicain ».

### Ouvrages écrits par Bourgeois seul
- Jeannic ou le gérant responsable : en 1841, Eugène a 23 ans et il fait paraître sous son seul nom un drame en prose en 5 actes : Jeannic le Breton, ou le gérant responsable, joué pour la première représentation au théâtre de  la Porte St Martin à Paris, le 27 novembre. Théophile Gautier dans son ouvrage « Histoire de l’art dramatique en France depuis vingt-cinq ans » paru en 1859 fait le résumé de l’intrigue. Après les guerres de Vendée, vers l’époque du Directoire, un chevalier veut faire un journal. Le comte d’Auray fournira l’argent. Ils cherchent un gérant pour le courage ce sera Jeannic le breton qui malheureusement a reçu une instruction des plus négligée et ne sait pas lire. Le journal va calomnier un jeune journaliste républicain talentueux et l’affaire se terminera par un duel entre ce dernier et le chevalier puisqu’il ne peut s’en prendre à Jeannic. En effet la fille de ce dernier est tombée amoureuse du jeune homme.

Il est difficile de trouver des renseignements sur Eugène Bourgeois. Un site étranger fait mention d’Eugène Bourgeois comme l’un des collaborateurs d’Alexandre Dumas père qui, tout en étant reconnu comme auteur prolifique, l’est aussi pour les nombreux aides qu’il embauchait. Il est dit en avoir fait travailler « quatre-vingt-dix au moins et grassement payés ». Il les chargeait de consulter les archives et rédigeait ensuite l’ouvrage mais pour certains il reconnaissait n’avoir posé de sa main qu’une virgule. La Bibliothèque dramatique de Martineau de Soleinne, ouvrage paru en 1844, mentionne (p. 218) la participation d’Alexandre Dumas à la rédaction de Jeannic le Breton.
Eugène Bourgeois  est régulièrement éliminé des nomenclatures. Mais, J.M. Quérard, lexicographe d’origine rennaise, tout comme une partie de la famille Bourgeois, prend la défense du morlaisien dans son ouvrage Les Supercheries littéraires, galerie des auteurs, paru en 1847, et mentionne en note de bas de page du chapitre XXXIII : « Cette pièce n’ayant point été annoncée dans la « Bibliographie de la France » de 1842, il va sans dire que les continuateurs de la littérature française contemporaine ont omis le nom de M. Eugène Bourgeois dans leur nomenclature et qu’ils devraient omettre de rappeler à l’article de M.Dumas sa part à cette pièce ».
De 1831 à 1843, A. Dumas fera jouer plusieurs de ses pièces avec pour acteur fétiche, Bocage et qui sera également régulièrement à l’affiche pour les pièces du morlaisien.